# Maurizio Cheli
Pour les articles homonymes, voir Cheli.
Maurizio Cheli, né le 4 mai 1959 à Zocca, est un spationaute italien.

## Vols réalisés
Il réalise un unique vol, en tant que spécialiste de mission, le 22 février 1996, à bord du vol Columbia STS-75.